# Máximo Hernández
Máximo Hernández Sánchez (Madrid, 11 agosto 1945 – Madrid, 22 marzo 2020) è stato un allenatore di calcio, dirigente sportivo e calciatore spagnolo, di ruolo difensore.